# Apslätten
Apslätten, tidigare Apan eller Kålltorps Apa, är namnet på ett gräsområde i parkmiljö i stadsdelen Kålltorp i östra Göteborg. Apslätten är obebyggd och används främst som rekreationsyta. Området består av en större glänta i ädellövskogen, cirka 300 meter öster om Delsjövägen i höjd med Wingårdsgatan 7 (nära Skatås motionscentrum). Direkt norr om slätten ligger närmaste planlagda kvarter, Kvarter 120 Kranskötaren.
Namnet Apslätten fastslogs officiellt av Kulturnämnden i Göteborgs stad den 23 augusti 2012.

## Geografi
Apslätten är en till vissa delar starkt sluttande, triangelformad gräsyta. Omgivande skog består till stora delar av ek med inslag av andra ädellövträd samt tall. Skogen är – åtminstone i direkt anslutning till Apslätten – väl beskuren och slyfri, vilket ger området en parkliknande karaktär. Apslätten finns inte noterad som en av Göteborgs parker, men väl som idrottsanläggning. Längs slättens östra del, från Kålltorps gård, och vidare upp mot Härlanda tjärns parkområde löper Härlanda Skogsväg.

## Användning
Logen 58 Norden gjorde sig kända på 1950-talet som arrangör av "Kul på Apa", en festplats på Apslätten. Här anslöt välkända underhållare som Alice Babs, familjen Neuman, Bengt Hallberg, Thore Skogman, Sonya Hedenbratt, Charlie Norman, Lill-Babs, Carl-Gustaf Lindstedt med flera. Tre års arbete inbringade cirka 10 000 kronor.
På Nationaldagen varje år arrangeras Picknickfestivalen på området.
Det är besvärligt att spela fotboll på området, som lutar mot norr. Därför har det mindre fotbollslaget BK Apslätten (grundad 1984) sin hemmaplan på konstgräsbelagd plan på annan plats i närheten. Däremot finns i anslutning till Apslätten en elljusbelyst grusplan (byggd på 1970-talet), som bland annat använts som träningsyta för brandmännen från Kålltorps brandstation. Även denna grusplan går under benämningen Apslätten.

## Historik
Apan var utsatt som en åker med omgivande hagmark på en karta från 1796. Kålltorps Apa (1925), "... en träddunge." Det har föreslagits att namnet kommer av att ett resande sällskap på 1860-talet hade en apa, som rymde och åter hittades på platsen. Teorin motsägs av att namnet återfinns på kartan från 1796. Göteborgskännaren Sven Schånberg hävdar i ett debattinlägg i Göteborgs-Posten 1982 att namnet kommer av att området har formen av ett apsegel, vilket är just trekantigt eller trapetsformat. Förklaringen anses vara trovärdig.
Örgrytehistorikern Stenström skriver: "Går man från Kolltorps manbyggnad den gamla körvägen till Kärralund, passerar man strax i närheten av Kolltorp en dunge, som har det rätt egendomliga namnet Kolltorps Apa, obekant av vad anledning."

## Bildgalleri

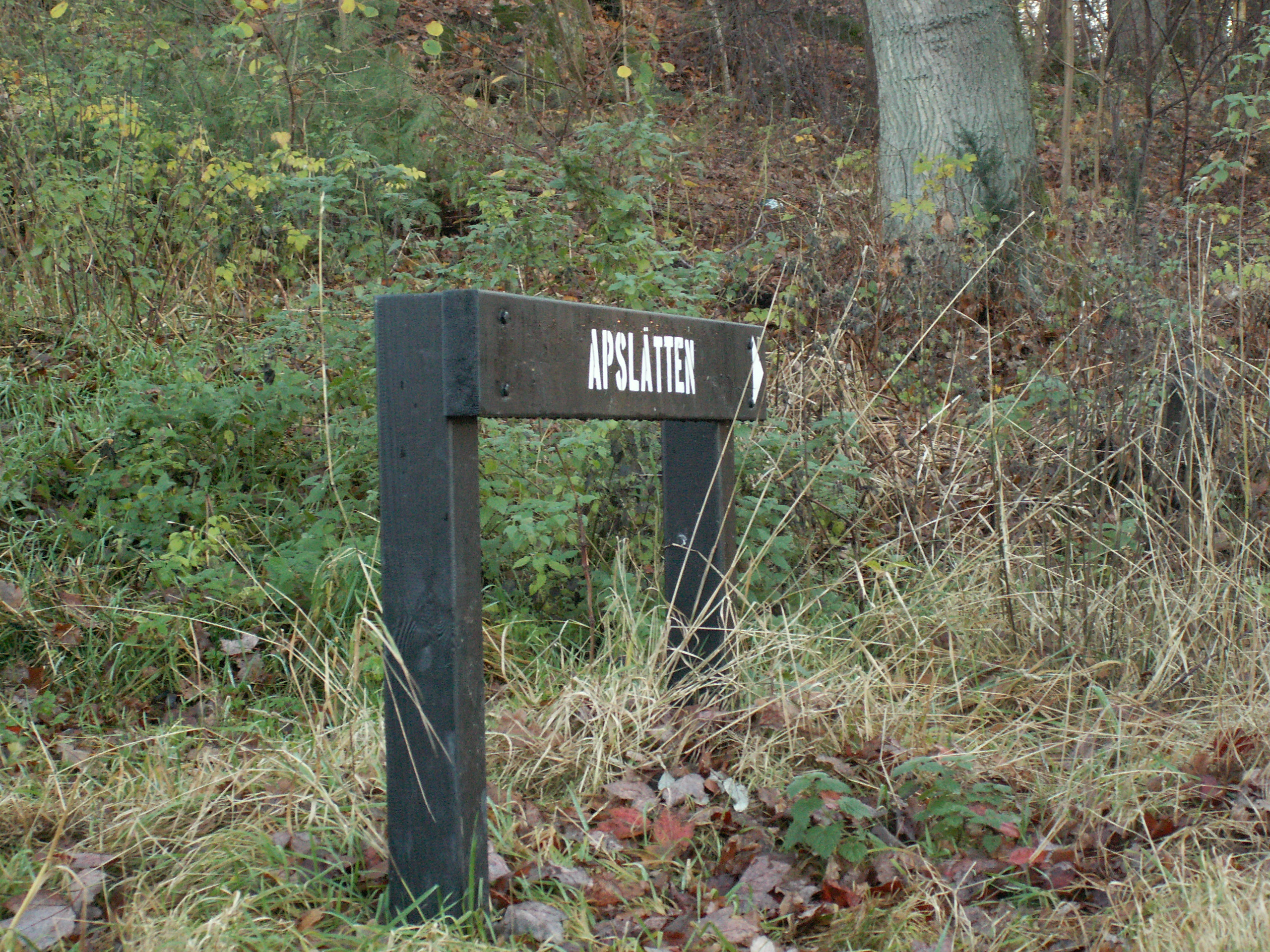
Skylt nere vid Virginsgatan som visar vägen.
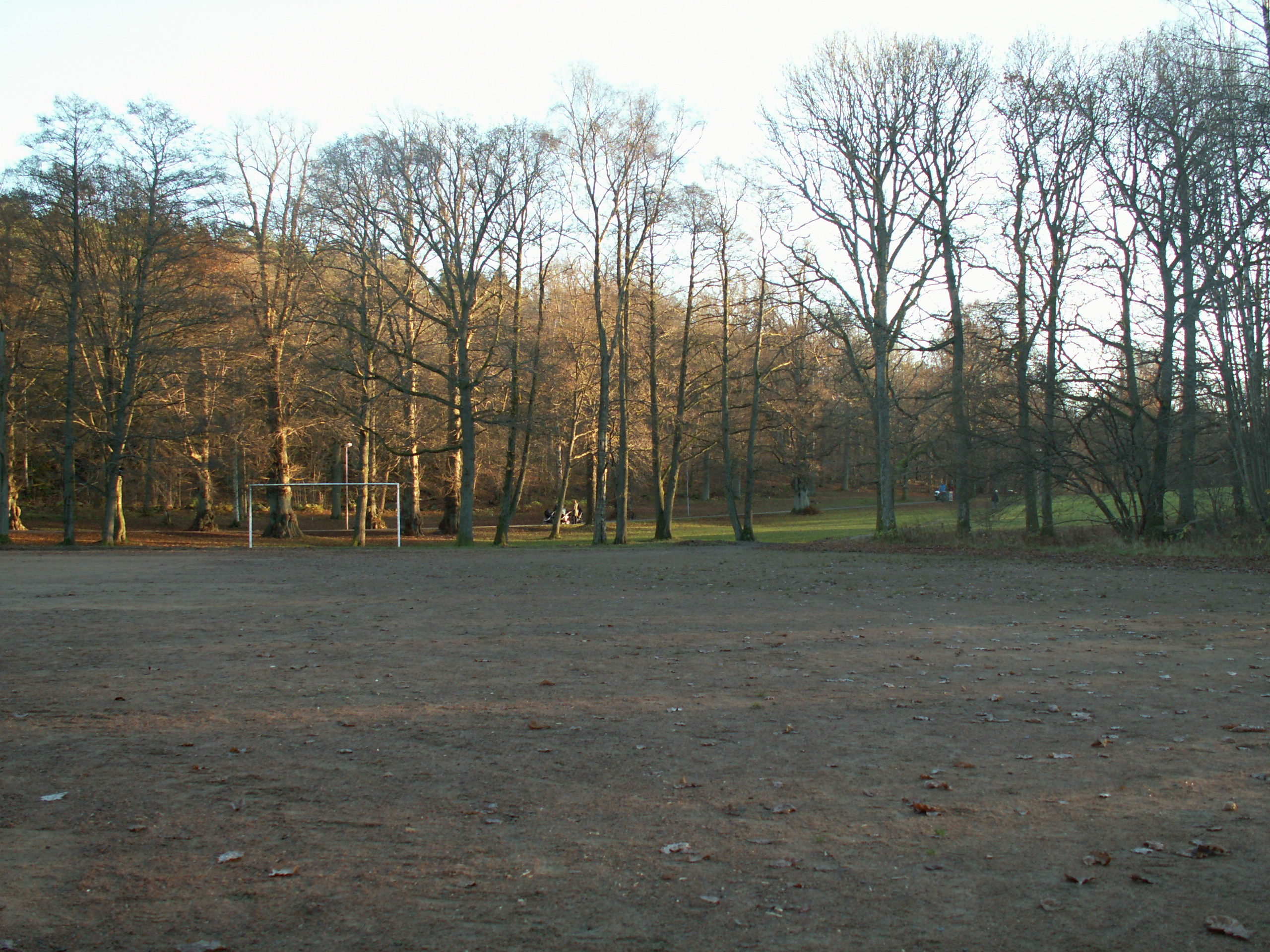
Fotbollsplanen med Apslätten i bakgrunden.
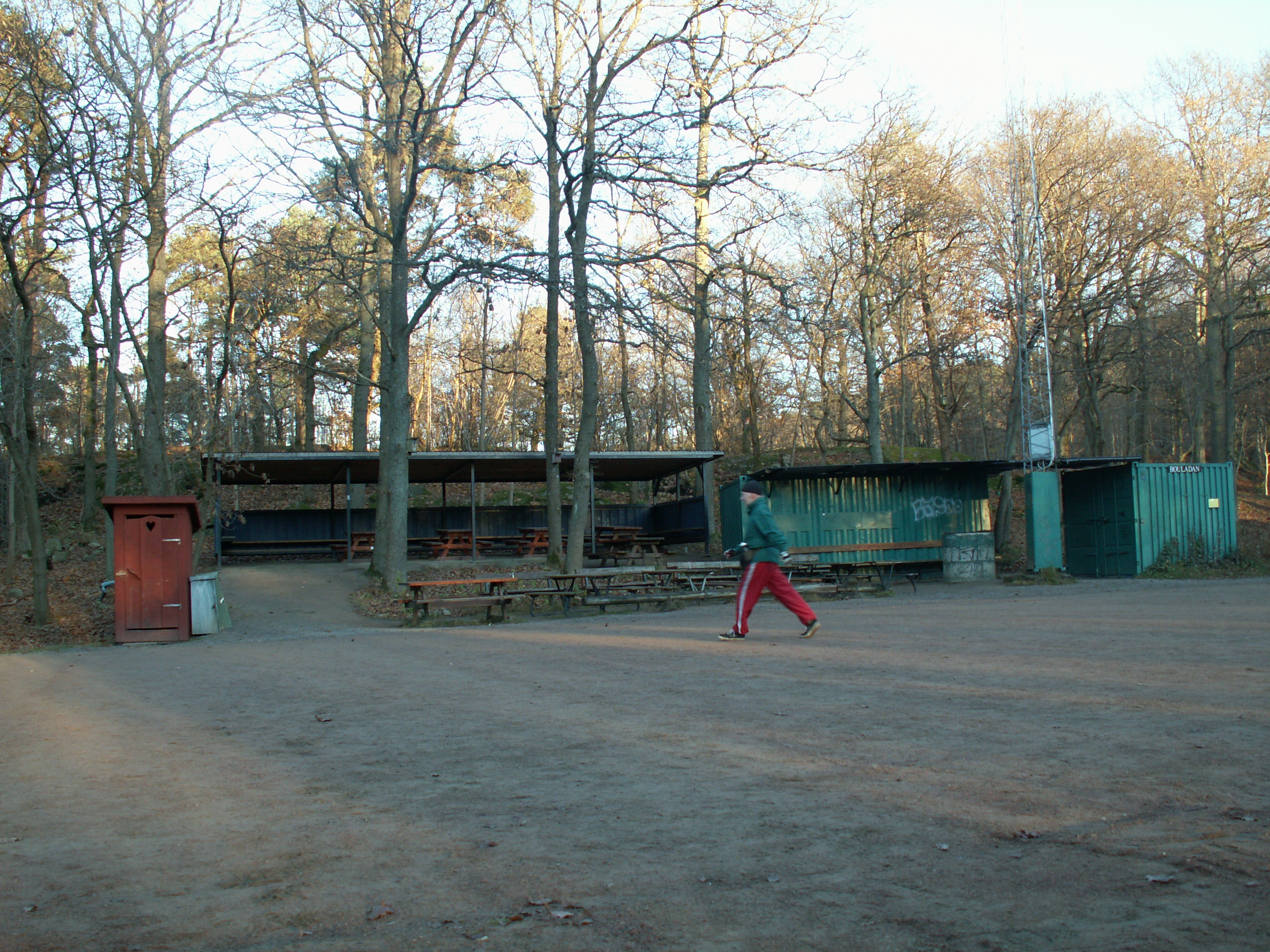
Faciliteterna vid grusplanen.
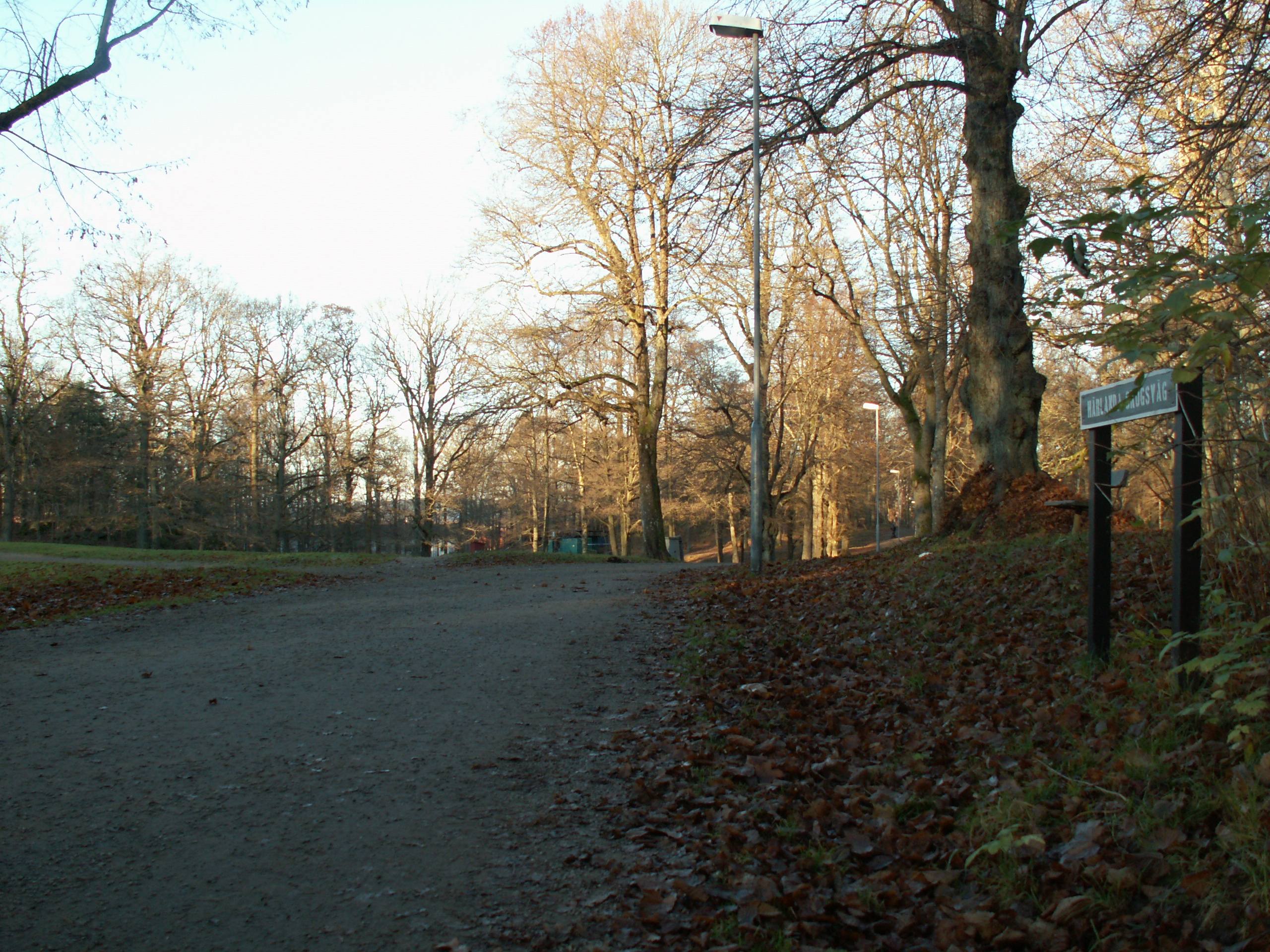
Härlanda Skogsväg, där den går längs med östra delen av Apslätten.
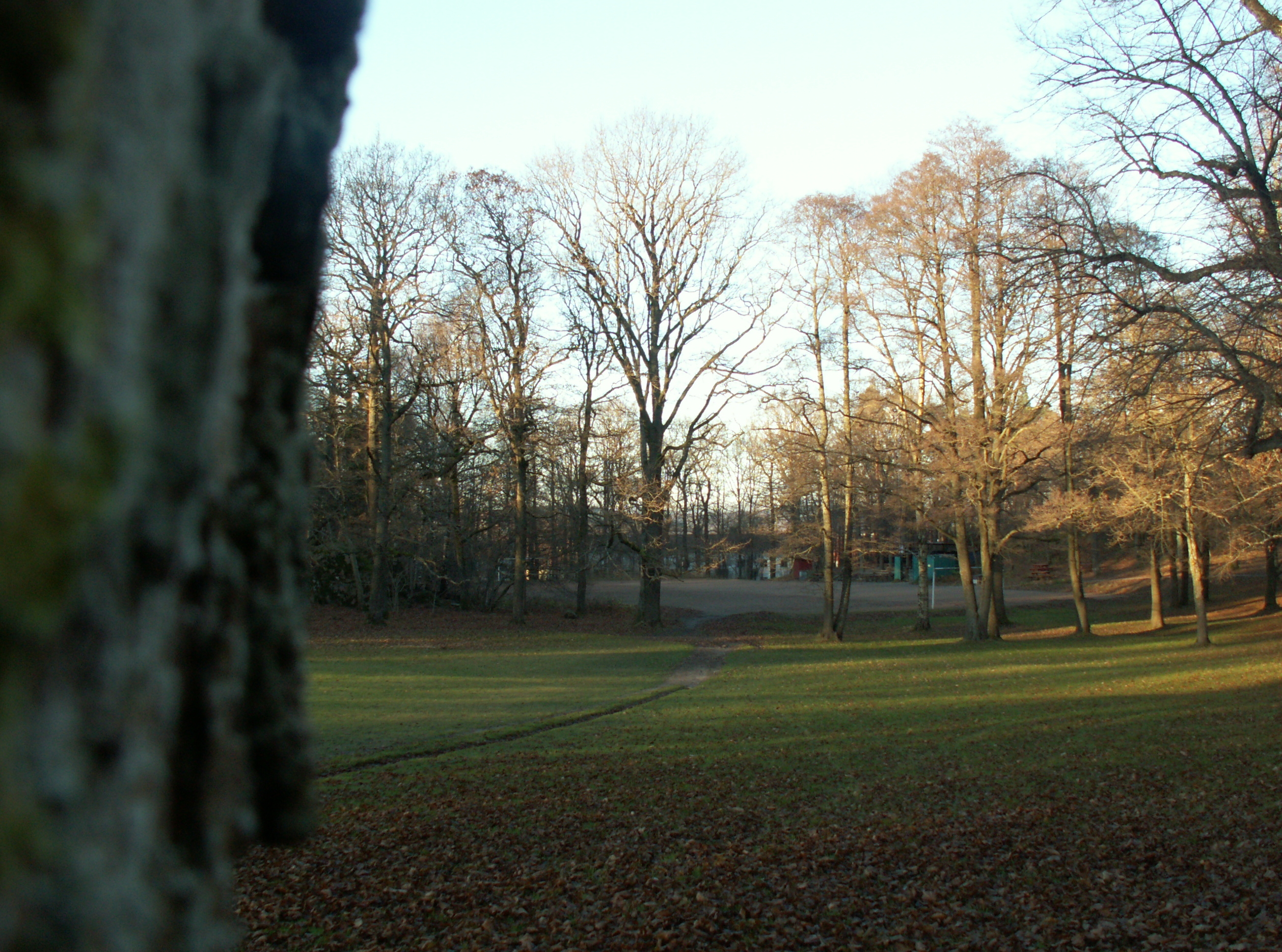
Södra delen av Apslätten, med grusplanen i fonden.
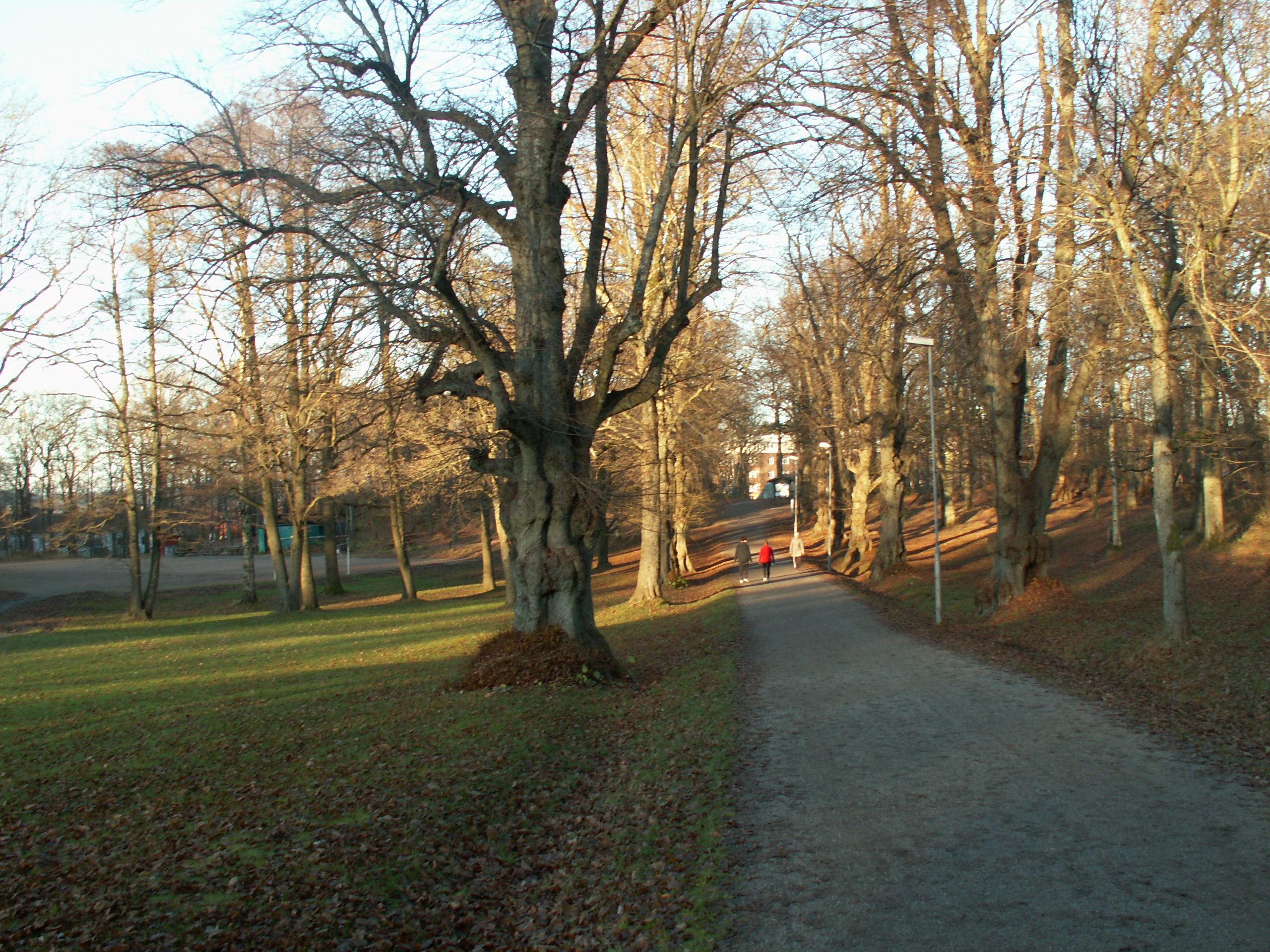
Härlanda Skogsväg, som utmed Apslätten bitvis har karaktär av allé.